# Olympische Sommerspiele 1932/Teilnehmer (Finnland)
| Gelbes Symbol für Goldmedaillen mit stilisierten Olympischen Ringen | Graues Symbol für Silbermedaillen mit stilisierten Olympischen Ringen | Braundes Symbol für Bronzemedaillen mit stilisierten Olympischen Ringen |
| ------------------------------------------------------------------- | --------------------------------------------------------------------- | ----------------------------------------------------------------------- |
| 5                                                                   | 8                                                                     | 12                                                                      |

Finnland nahm an den Olympischen Sommerspielen 1932 in Los Angeles mit einer Delegation von 40 männlichen Athleten an 36 Wettkämpfen in fünf Sportarten teil.
Die finnischen Sportler gewannen fünf Gold-, acht Silber- und zwölf Bronzemedaillen. Olympiasieger wurden die Leichtathleten Volmari Iso-Hollo über 3000 Meter Hindernis, Lauri Lehtinen über 5000 Meter und Matti Järvinen im Speerwurf sowie die Ringer Hermanni Pihlajamäki im Federgewicht des Freistilringens und Väinö Kokkinen im Mittelgewicht des griechisch-römischen Stils. Fahnenträger bei der Eröffnungsfeier war der Zehnkämpfer Akilles Järvinen.

## Teilnehmer nach Sportarten

### Boxen
- Bruno Ahlberg
Weltergewicht: Bronze

- Gunnar Bärlund
Schwergewicht: 5. Platz

### Leichtathletik
Männer
- Börje Strandvall
400 m: im Halbfinale ausgeschieden

- Martti Luomanen
1500 m: 9. Platz

- Harri Larva
1500 m: 10. Platz

- Eino Purje
1500 m: 11. Platz

- Lauri Lehtinen
5000 m: Gold

- Lauri Virtanen
5000 m: Bronze 
10.000 m: Bronze 
Marathon: Rennen nicht beendet

- Volmari Iso-Hollo
10.000 m: Silber 
3000 m Hindernis: Gold

- Armas Toivonen
Marathon: Bronze

- Ville Kyrönen
Marathon: Rennen nicht beendet

- Bengt Sjöstedt
110 m Hürden: im Halbfinale ausgeschieden

- Martti Matilainen
3000 m Hindernis: 4. Platz

- Verner Toivonen
3000 m Hindernis: 9. Platz

- Ilmari Reinikka
Hochsprung: 5. Platz

- Onni Rajasaari
Dreisprung: 11. Platz

- Kalle Järvinen
Kugelstoßen: 9. Platz

- Kalevi Kotkas
Diskuswurf: 7. Platz

- Ville Pörhölä
Hammerwurf: Silber

- Matti Järvinen
Speerwurf: Gold

- Matti Sippala
Speerwurf: Silber

- Eino Penttilä
Speerwurf: Bronze

- Akilles Järvinen
Zehnkampf: Silber

- Paavo Yrjölä
Zehnkampf: 6. Platz

### Ringen
Griechisch-römisch
- Aatos Jaskari
Bantamgewicht: in der 2. Runde ausgeschieden

- Lauri Koskela
Federgewicht: Bronze

- Aarne Reini
Leichtgewicht: in der 3. Runde ausgeschieden

- Väinö Kajander
Weltergewicht: Silber

- Väinö Kokkinen
Mittelgewicht: Gold

- Onni Pellinen
Halbschwergewicht: Silber

Freistil
- Aatos Jaskari
Bantamgewicht: Bronze

- Hermanni Pihlajamäki
Federgewicht: Gold

- Kustaa Pihlajamäki
Leichtgewicht: in der 3. Runde ausgeschieden

- Eino Aukusti Leino
Weltergewicht: Bronze

- Kyösti Luukko
Mittelgewicht: Silber

### Schwimmen
- Toivo Reingoldt
200 m Brust: im Halbfinale ausgeschieden

### Turnen
- Heikki Savolainen
Einzelmehrkampf: Bronze 
Boden: 6. Platz
Pferdsprung: 10. Platz
Barren: Bronze 
Reck: Silber 
Ringe: 7. Platz
Seitpferd: 7. Platz
Mannschaftsmehrkampf: Bronze

- Mauri Nyberg-Noroma
Einzelmehrkampf: 9. Platz
Boden: 17. Platz
Barren: 4. Platz
Ringe: 14. Platz
Seitpferd: 9. Platz
Mannschaftsmehrkampf: Bronze

- Einari Teräsvirta
Einzelmehrkampf: 13. Platz
Boden: 9. Platz
Pferdsprung: 4. Platz
Reck: Bronze 
Mannschaftsmehrkampf: Bronze

- Ilmari Pakarinen
Boden: 20. Platz
Reck: 4. Platz
Seitpferd: 8. Platz
Mannschaftsmehrkampf: Bronze

- Martti Uosikkinen
Boden: 7. Platz
Mannschaftsmehrkampf: Bronze